# اریک کارمن
اریک هاوارد کارمن (به انگلیسی: Eric Howard Carmen) (زادهٔ ۱۱ اوت ۱۹۴۹، کلیولند، اوهایو – درگذشتهٔ ۱۱ مارس ۲۰۲۴) خواننده، ترانه‌سرا، نوازنده گیتار و کیبورد آمریکایی بود.
همکاری او با گروه رسپبریز موفقیت‌های بسیاری به همراه داشت که این موفقیت پس از آن در فعالیت انفرادی وی ادامه یافت.

## زندگی شخصی
کارمن سه بار ازدواج کرد: با مارسی هیل از سال ۱۹۷۸ تا ۱۹۷۹. و از سال ۱۹۹۳ تا ۲۰۰۹ با سوزان براون که صاحب دو فرزند شدند. و از سال ۲۰۱۶ تا زمان مرگش در سال ۲۰۲۴ باامی مورفی گوینده سابق اخبار بود.
کارمن در دهه ۱۹۹۰ از لس آنجلس به گیتس میلز در شمال شرقی اوهایو نقل مکان کرد.
در ۱۱ مارس ۲۰۲۴، امی همسر کارمن اعلام کرد که او در خواب مرده‌است. هیچ دلیلی برای مرگ ذکر نشده‌است. او ۷۴ سال داشت.

## آثار

### رسپبریز
- Raspberries (1972)
- Fresh Raspberries (1972)
- Side 3 (1973)
- Starting Over (1974)
- Raspberries Best (1976)
- Live On Sunset Strip (2007)

### آلبوم‌های انفرادی
- all by myself (1975)
- Boats Against the Current (1977)
- Change of Heart (1978)
- Tonight You're Mine (1980)
- Eric Carmen (1984)
- The Best of Eric Carmen (1988)
- Definitive Collection (1997)
- I Was Born to Love You (2000)